# Eudarcia atlantica
Eudarcia atlantica is een vlinder uit de familie echte motten (Tineidae). De wetenschappelijke naam is voor het eerst geldig gepubliceerd in 1995 door Henderickx.
De soort komt voor in Europa.